# 刺尖鳞毛蕨
刺尖鳞毛蕨（学名：Dryopteris serratodentata）为鳞毛蕨科鳞毛蕨属下的一个种。